# 强渡大渡河

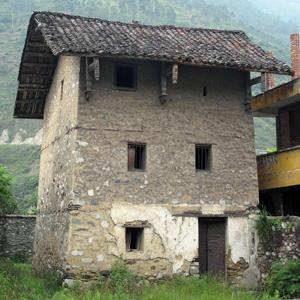
强渡大渡河时的红军指挥所

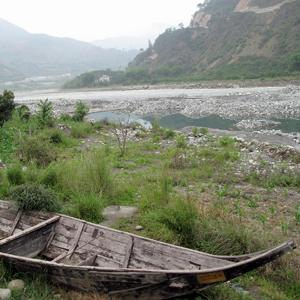
红军渡河地点

“强渡大渡河”是指中国工农红军第一方面军1935年5月24日至25日在西康省冕县安顺场（今四川省石棉县安顺彝族乡）强渡大渡河的军事行动。

## 过程
1935年5月，中国工农红军第一方面军在长征途中，被国民政府和地方政府的军队围追堵截至大渡河南岸的安顺场，蒋介石希望，在前有大河阻断，后有追兵的情况下，全歼红军，使红军变成“石达开第二”。

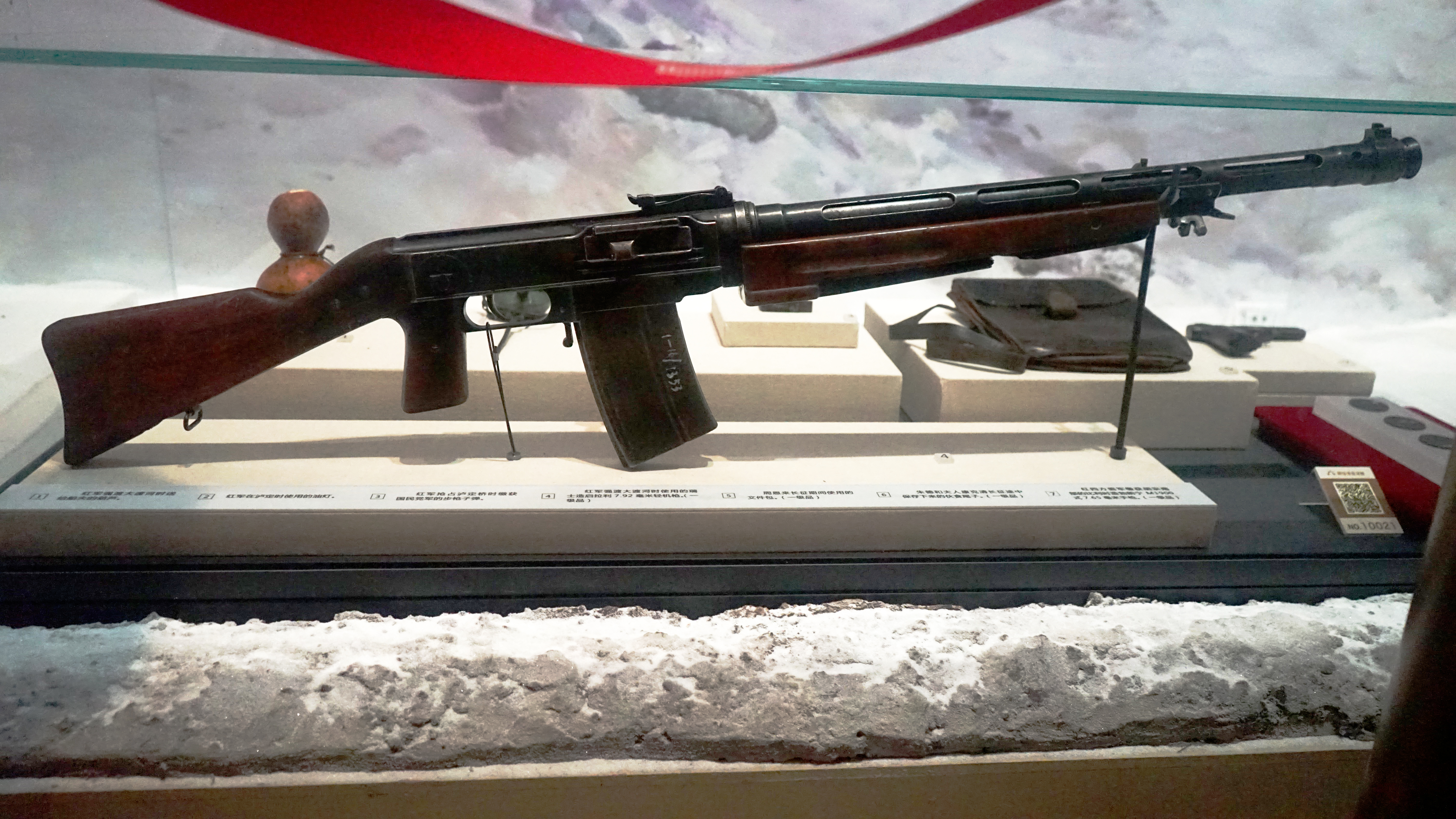
红军强渡大渡河时使用的瑞士造启拉利7.92毫米轻机枪。一级文物。

此时驻守桥北面的是川军的一个营，营长叫韩阶槐，他坚决执行上级命令，将跨越大渡河的泸定桥上面的桥板收走，把河南岸的船全收到北岸去，并且在大渡河南岸的安顺场堆满了柴草，准备见到红军到来，就放火烧街。5月24日，刘伯承的先遣部队来到大渡河南岸，准备对北岸守军发起进攻，韩阶槐派一个连长去安顺场南岸放火烧街。不料安宁属彝务总指挥邓秀廷部的副团长兼彝务营营长賴執中同時也是当地士绅，在安顺场街上有很多房屋、财产，所以他立刻上前阻止烧街。赖执中与烧街连长发生争吵与扭打，最后导致两人一同去北岸找川军的团长评理。赖执中为保护他的财产，向团长报告：红军根本没有来，这是一个假情报，我亲眼所见红军从大道北上，没来这条小道；并保证说：只要红军一到，我自己就先把这条街烧了，绝没二话。团长对赖执中的话将信将疑，因为他确实得到情报指出，在大道发现红军主力北上。就这样，双方达成妥协。而实际上，这只是毛泽东的一个计策，在大道北上的红军，只是刘亚楼的一个小股部队，伪装成红军主力向北佯攻。
赖执中保全了安顺场以后，回到了南岸，并且为了红军真的到来后可以逃命，还私藏了一条船。而红军的突然到来，使赖执中猝不及防，逃到山里，他私藏的这条船也被红军获得。红军突击队员利用这艘船，在水流湍急的大渡河上，迎着川军的炮火与机枪扫射，冒死向北岸突击，川军遂对红军突击队员展开反扑。战斗危急时，在南岸配合作战的刘伯承急令炮火掩护，4发炮弹全部打到川军反扑的队伍人群当中，川军大乱，红军突击队员拼死冲锋，川军溃不成军，四处逃散。占领北岸的红军突击队员又找来了几艘小船，强渡渡河成功，使红军暂时避免了做“石达开第二”的命运。

## 后续

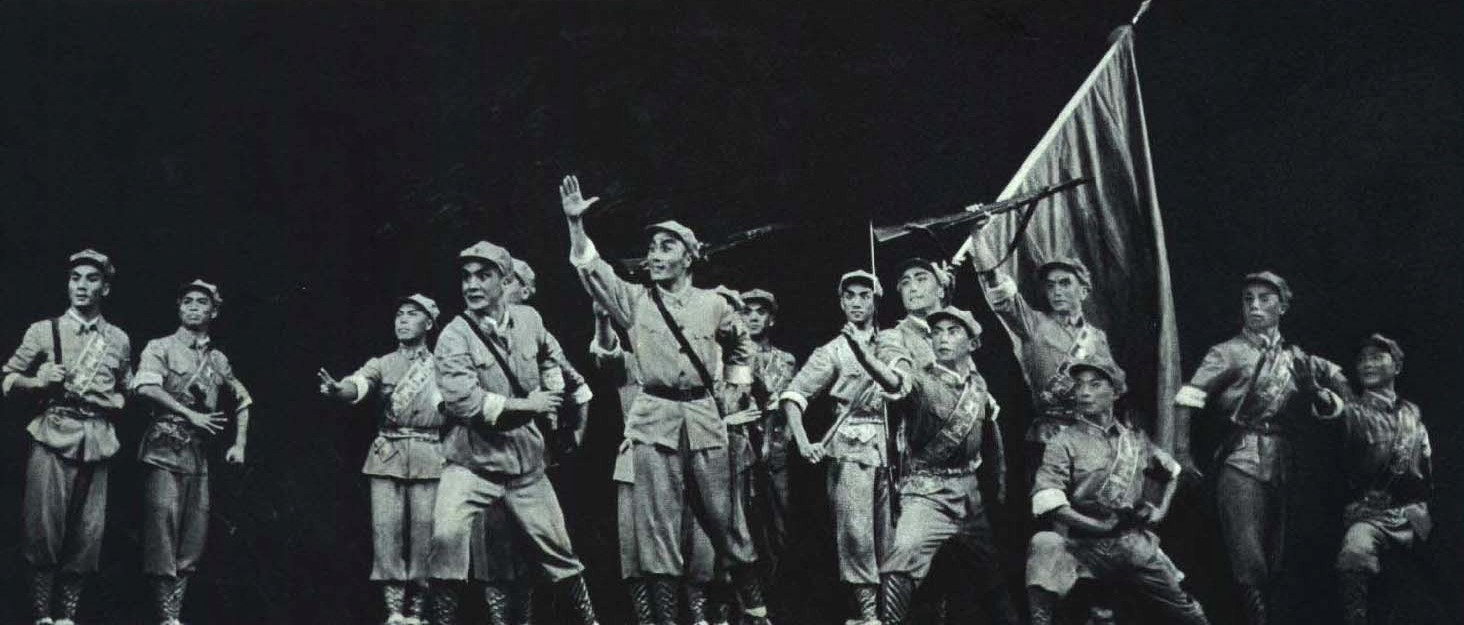
1964年话剧《强渡大渡河》

强渡大渡河成功后，由于大渡河水流湍急，连木板都会被湍急的漩涡卷到河底，根本没办法架桥，但数万红军只有几艘小船摆渡，大约需要一个月的时间，但国军追兵距离红军只有2天路程，于是红军在安顺场制定了一个冒险的新计划：由刘伯承和聂荣臻率领第一方面军一师和干部团（红军最精锐队伍，完全由干部组成）坐船渡江，为右路军，顺大渡河向北走，夺取泸定县城，而剩下的红军由林彪率领，为左路军，放弃渡河，顺大渡河南岸向北走，两军隔岸并进，尽快夺取连接大渡河两岸的泸定桥，这就是史称飞夺泸定桥的战役。